# New York Fiction (I)
New York Fiction (I) (en español La Ficción de New York parte I) es el décimo capítulo de la primera temporada de la serie de televisión estadounidense Men in Trees.

## Trama
Cuándo Marin vuelve a Nueva York durante la semana de la Acción de Gracias para encontrarse con sus redactores con respecto a publicar su nuevo libro, las emociones entre ella y Jack se agravan. Aunque ella sea feliz de regresar en un ambiente más familiar, ella da su espalda de la vida en Elmo. Mientras tanto, Jack ha decidido que es tiempo para él hacer su mueve con respecto a su "amistad" con Marin, pero un acontecimiento inesperado cambia sus planes. La semana de la Acción de Gracias es un dolor de cabeza para la mayor parte de Elmo. Patrick debe escoger entre el gasto la Acción de Gracias con Annie en Nueva York o con su nueva familia, y Ben espera que Theresa lo ayude a preparar para su Acción de gracias Huérfana anual.
- Datos: Q6041551